# Klášter svatého Viktora (Paříž)

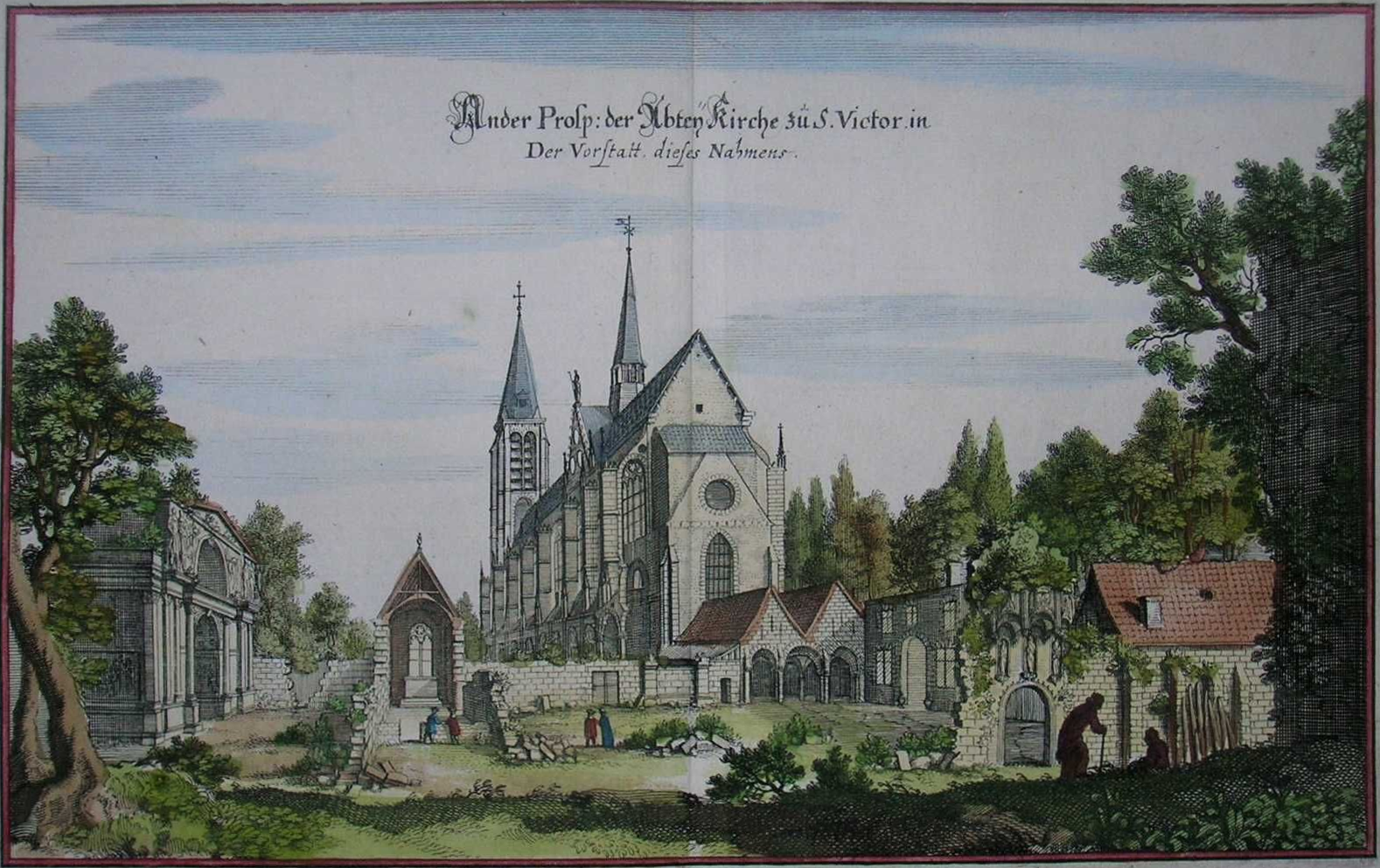
Klášterní kostel (1655)

Klášter sv. Viktora bylo středověké opatství, teologické centrum tehdy poblíž Paříže, známé teologickou školou, kterou založil ve 12. století Hugo od sv. Viktora.

## Dějiny opatství Svatého Viktora
Zakladatelem opatství Svatého Viktora byl Vilém z Champeaux, žák Anselma z Laonu, který se v roce 1108 zřekl veřejného a školního života a stáhl se do poustevny v lesích pod horou sv. Jenovéfy poblíž Notre-Dame. Zanedlouho se za ním dostavili společníci, s nimiž v roce 1113 založil nové opatství. Dal se svými přáteli i žáky přemluvit, aby se opět vrátil k vyučování, nicméně opatství se nikdy nestalo velkým centrem veřejné výuky a tamější mistři se omezovali na učení svých vlastních členů. Klášter víc odpovídal benediktinskému kontemplativnímu vzoru než augustiniánskému standardu oné doby, byť šlo vlastně o klášter augustiniánů-kanovníků.
Vilém byl v roce založení opatství jmenován biskupem v Châlons-en-Champagne a vedení komunity přešlo do rukou jejího nového opata, dřívějšího převora Gilduina.
Klášter udržoval úzké styky jak s Bernardem z Clairvau a jeho cisterciáky, tak s Anglií. Na mnoha místech ve Francii i Anglii vznikla samostatná opatství, vázaná ke svému mateřskému domu dceřinou úctou. Čilá korespondence putovala mezi Anglií a Svatým Viktorem i za sporu mezi anglickým králem a Tomášem Becketem, v němž kanovníci ze Svatého Viktora hájili práva canterburského arcibiskupa.
V roce 1162, kdy se převorem stal druhý nejznámější z kanovníků od Svatého Viktora Richard, byl současně opatem zvolen Ernisius. Ten přivedl opatství na pokraj finanční zkázy a jeho neblahé působení se nevyhnulo ani vnitřnímu životu komunity. Opatství bylo zachráněno až při druhém zásahu papeže Alexandra III. v roce 1172. Konečný a stálý řád života získalo opatství až za Jana Teutona na počátku 13. století. Zánik opatství spadá do let Velké francouzské revoluce.
Osoby, které představují tzv. školu od sv. Viktora, spadají do prvních dvou či tří generací od vzniku opatství. Jsou to především Hugo od Svatého Viktora († 1140), přední z prvních kanovníků zabývajících se teologií a exegezí a zakladatel této školy. Na jeho základech pak stavěli jeho následovníci, z nichž nejznámější jsou Richard od Svatého Viktora († 1173), Ondřej od Svatého Viktora († 1175 ?), básník Adam († 1192?) či Gottfried († 1194). Ne všichni plně sdíleli nebo následovali Hugovy principy a přesvědčení, nicméně všichni na něm nějakým způsobem stavěli.
Kromě samotných kanovníků opatství existovala skupina teologů, především pařížských mistrů, kteří byli s opatstvím spojeni a byli ovlivněni jeho duchovním a intelektuálním dědictvím. K nim patří z těch nejznámějších především biskup z Chartres Jan ze Salisbury († 1180), Petr Comestor († 1178), Petr Cantor († 1197) a canterburský arcibiskup Štěpán Langton († 1228).
Svatý Viktor se může pyšnit svou proslulou exegezí, ale právě tak i svou mystikou či spekulativní teologií.

## Místo Svatého Viktora v dějinách (biblické) teologie
Na základě hodnocení Henriho de Lubaca jsou základní prvky exegetické (či teologické) školy Svatého Viktora: Exegeze, neboli pagina sacra, synonymum pro teologii. Po celé první, „mnišské“ období středověké exegeze se teologie nedělila na různé sektory a obory, jak tomu bylo v následujících staletích. Bible spolu s církevními otci představovala ideálně jediný pramen teologického poznání. Ne nadarmo, když Hugo od Svatého Viktora rozděluje Bibli, dělí Nový zákon na evangelia, apoštolské spisy a spisy Otců, což tuto pravdu příkladně ozřejmuje. Tato skutečnost se promítá i do teologické metodologie: každý teologický spis je více či méně založený na nějakém biblickém úryvku či knize. Zatímco tato forma přetrvává, obsah teologie se rozšiřuje a rozčleňuje a klasická forma mu začíná být těsná. Často tak nastává situace, kdy spekulativní teologie, o které autor pojednává, není dost dobře aplikovatelná na nějaký konkrétní text, a dochází k absurdním situacím, kdy alegorie (spekulativní teologie) nebo duchovní a morální aspekty (tropologie) nemají s „vykládaným“ textem nic společného. Ozývají se proti tomu první ohlasy, které se snaží jak o možnost hovořit otevřeněji a příměji o teologických pravdách, tak o zachování vážnosti a srozumitelnosti biblického textu, což vede k rozlišení exegeze od spekulativní a spirituální teologie.
A právě zde se nachází škola Svatého Viktora. Hugova teorie není snahou o zavedení něčeho nového, ani úsilím o větší důraz na doslovný význam textu, nýbrž je konzervativním pokusem zastavit nezadržitelný vývoj. Hugo si uvědomuje zmatek a chaos, který v exegezi/teologii vládne, a snaží se do ní ve svém Didascalicu vnést řád. To, co píše, není nic jiného, než co lze najít v tradici, z níž čerpá: u sv. Řehoře, Rabana Maura a jiných. Sám Hugo však není s to se svými vlastními pokyny řídit, a jen některé svatoviktorské spisy odpovídají jeho kritériím.
Ondřej od Svatého Viktora staví na Hugově požadavku většího a serióznějšího důrazu na biblický text, ale přitom vykládá Písmo přesně tím způsobem, proti kterému Hugo brojil. Na druhé straně Hugo sám, ale i Richard se vyžívají alegorii, často bez patřičného respektu k biblickému textu. Hugovo mohutné dílo De sacramentis christianae fidei je spíš než exegezí jakýmsi prvním zárodkem teologické sumy, jak ji později bude znát scholastika.
Vývoj teologie však půjde dál a během několika málo generací dojde k rozdělení teologických disciplín. Alegorie přejde ve spekulativní teologii, z tropologie se stane spirituální (a morální) teologie, exegeze se „osvobodí“ od alegorické „zátěže“ spekulativních a spirituálních témat a může se věnovat zkoumání bezprostředního významu biblických textů. Za několik desítek let po Richardovi a Hugovi vzniknou obsáhlé teologické sumy, které budou postaveny na logickém rozlišení a ne již na biblickém podkladu.
Toto scholastické oddělení a osamostatnění teologických disciplín nepřineslo však jen kladné plody. Exegeze i spekulativní teologie se vydaly každá svou cestou a přestaly na sobě být navzájem závislé, což vedlo k jejich značnému odcizení, které se odrazí například na reformaci.
Hugo – a pod jeho vlivem svatoviktorská škola – se snažili zachovat v souladu s tradicí jednotu a kontinuitu v teologickém bádání mezi Písmem, tradicí a teologickými pravdami, jednotnou osu historie-alegorie-tropologie, jinými slovy Písmo-dogmatika-spiritualita. Hugova snaha však byla odsouzena k neúspěchu a teologie kráčela nezadržitelně dál svou cestou.